# الماضي المجهول (فلم)
الماضي المجهول هو فيلم رومانسي درامي موسيقي مصري من إنتاج سنة 1946.

## قصة الفيلم
يقرر الثري أحمد علوي (أحمد سالم) السفر، ويعطي لسكرتير أعماله درويش أفندي تعليمات صرف المرتبات، والإعانات لأفراد عائلته، على الرغم من عدم إفصاحه لمكان سفره. ويتعرض القطار الذي يسافر فيه لحادث أدّى لفقده الذاكرة، وبسبب اختفاءه يهرع أفراد عائلته لقصره راجين أن يكون قد توفي لاقتسام تركه، في حين يبقى خادمه إدريس على وفاءه له.
في المقابل يُعالج أحمد في مستشفىً من قبل الممرضة نادية (ليلى مراد)، ويتبادلان الإعجاب، ثم يتزوجان، وينجبان طفلاً، وتقوم نادية بنشر صورة أحمد في الجرائد، ويتعرف عليه خادمه إدريس، ويبلغ العائلة المتآمرة بذلك. يذهب أحد أفراد العائلة للتأكد، ويتعرف على أحمد ويسعد لمعرفته أنه فاقد الذاكرة، في حين يفشل إدريس الوفي في لقاءه.
يتعرض أحمد لحادث ثانٍ بعد الحادث الأول، ويسترد ذاكرته، ويكتشف أنه كان فاقداً لها خمس سنوات لا يعرف كيف قضاها، ويدبر أهله زواجاً من فتاة رغماً، وتقوم زوجته نادية (التي لا يذكرها) بالغناء في حفل زفافه، فيتذكرها، ويعود إليها، ويتراجع عن زواجه المدبر

## الأغاني
كتب أغاني الفيلم أحمد رامي، ومأمون الشناوي، وأبو السعود الإبياري، وجليل البنداري، ولحنها محمد عبد الوهاب، ومحمد فوزي، وعبد الحليم نويرة، كما أعادت ليلى مراد غناء أغنية غناها محمد عبد الوهاب من كلمات صالح جودت، وهي أغنية الفن.

## وصلات خارجية
- مقالات تستعمل روابط فنية بلا صلة مع ويكي بيانات
- الماضي المجهول على موقع الدهليز
- الماضي المجهول على موقع كاروهات